# 唯善
唯善（ゆいぜん、文永3年（1266年）- 文保元年2月2日（1317年3月15日））は、鎌倉時代後期の浄土真宗の僧。父は小野宮禅念。母は親鸞の娘覚信尼。幼名一名丸、字大納言弘雅阿闍梨。下総国関宿西光院（現在の常敬寺）の開山。

## 略歴
初めは少将輔時の猶子となり、ついで大納言雅忠の猶子となった。当初密教を学ぶ一方修験道をあわせて修めたが、その後唯円（河和田の唯円）により他力法門に接して浄土真宗に改宗した。異父兄の覚恵に請われて京都大谷に住した。
嘉元元年（1303年）、関東における専修念仏が禁止されそうになると、関東にくだりこれを護った。その後、覚恵とその子の覚如との間で大谷廟堂の相続について争い、それに敗れて、親鸞の影像、遺骨を持って、相模国鎌倉に下った。